# Djidioua
Djidioua (în arabă جيديوة) este o comună din provincia Relizane, Algeria.
Populația comunei este de 33.835 de locuitori (2008).